# Phyllophaga kentuckiana
Phyllophaga kentuckiana är en skalbaggsart som beskrevs av Ritcher 1937. Phyllophaga kentuckiana ingår i släktet Phyllophaga och familjen Melolonthidae. Inga underarter finns listade i Catalogue of Life.